# Бузово
Бузово (укр. Бузове) — село в Резниковском сельсовете Волчанского района Харьковской области Украины.

## Население
Население по переписи 2001 года составляло 71 (33/38 м/ж) человек.

## Географическое положение
Село Бузово находится в начале балки Бузов Яр, по балке протекает пересыхающий ручей на котором сделана запруда.
В 2 километрах расположено село Сердобино, в 6 км — село Резниково, в 2 километрах находилось село Бузово Второе (ликвидировано в 1997 году).

## История
Основано в 1685 году.

## Экономика
В селе есть молочно-товарная ферма, машинно-тракторные мастерские.

## Объекты социальной сферы
- Школа.
- Фельдшерско-акушерский пункт.

## Достопримечательности
- Братская могила советских воинов.